# Lombu Lombu
Das Lombu Lombu, auch Lombu Lombu Djongdjong oder Lombu Lombu Jongjong genannt, ist ein Hand-Schild aus Sumatra in Indonesien.

## Beschreibung
Das Lombu Lombu ist rechteckig und besteht in der Regel aus Büffelleder oder aus Holz. Die rechte Seite ist etwas länger als die linke Seite, der Handschild wirkt daher leicht unregelmäßig. Am oberen Ende ist meist eine Art Kamm angebracht und am unteren Ende eine einem Büffelschwanz ähnliche Form. Diese Markierungen dienen der imitierten Darstellung eines Ochsen (indonesisch: lombu). Als Farbe wird meist ein tiefes Schwarz gewählt. Als Dekoration dienen Federn, die an den Ober- und Unterkanten befestigt werden.
Der Griff auf der Rückseite ist aus zusammengebundenen Rattanschnüren gefertigt. Die Bezeichnung „lombu lombu jongjong“ bedeutet (indonesisch) „Stehender Ochse“. Das Lombu Lombu wird von Ethnien der Toba-Batak auf Sumatra in Indonesien benutzt.

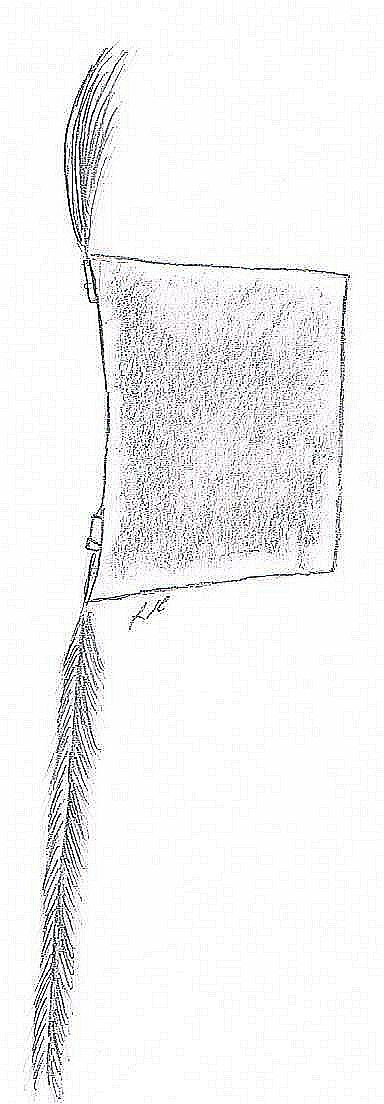
Lombu Lombu, mit Dekoration